# Mezzovico-Vira
Mezzovico-Vira (lmo. Meżígh-Vira) – miejscowość i gmina w południowej Szwajcarii, w kantonie Ticino, w okręgu (distretto) Lugano, w powiecie (circolo) Taverne. Leży nad rzeką Vedeggio.  

## Demografia
W Mezzovico-Vira mieszkają 1 374 osoby. W 2021 roku 14,6% populacji gminy stanowiły osoby urodzone poza Szwajcarią. 

## Transport
Przez teren gminy przebiegają autostrada A2 oraz droga główna nr 2.